# Артемьев, Иван Николаевич
Ива́н Никола́евич Арте́мьев (1 ноября 1897, д. Вшивцево, Костромская губерния, Российская империя — 25 марта 1983, Москва, СССР) — советский военно-технический деятель, генерал-майор  инженерно-технической службы (22.02.1944).

## Биография
Родился 1 ноября 1897 года в деревне Вшивцево, ныне несуществующая деревня, располагавшаяся на территории современного Парфеньевского сельского поселения, Парфеньевского района, Костромской области. Русский. В 1912 году окончил двухклассное училище с ремесленным уклоном в городе Кологриве, а в 1915 году — 6 классов гимназии.

### Военная служба

#### Первая мировая война и Революция
В мае 1915 года призван на службу Русскую императорскую армию, прошел курс подготовки Учебной команды 5-го саперного запасного батальона, командировался во Владимирское военное училище, которое не окончил по болезни. После выздоровления был направлен в 96-й пехотный Омский полк
24-й пехотной дивизии 1-го армейского корпуса, в составе которого старший унтер-офицер Артемьев принял участие в боевых действиях. К октябрю 1917 года служил в Петрограде в команде связи инженерной бригады, после Октябрьской революции в вступил в Красную гвардию.

#### Гражданская война
В октябре 1918 года добровольно вступил в РККА. Член ВКП(б) с 1918. Воевал на Восточном фронте в должности командира взвода инженерного батальона 26-й стрелковой дивизии 5-й армии. участвовал в освобождении Омска. С января 1920 года проходил учёбу на курсах старших строевых и штабных начальников этой армии, а с апреля того же года обучался на инженерном отделение высшей военной школы Сибири в Омске. Подавлял казачье восстание в Кулундинских степях в 1920 году и кулацкое восстание в районах Петропавловск-Тюмень в 1921 году.

#### Межвоенные годы
С сентября 1921 года проходил службу заведующим понтонным имуществом и мастерскими отдельной учебно-минной понтонной бригады в Ленинграде. С сентября 1922 года — помощник командира понтонной роты, минно-подрывной роты технического батальона Петроградского укрепрайона. С октября 1924 года -командир взвода саперного батальона 1-го стрелкового корпуса. С мая 1925 — представитель РККА в Остехбюро — Особом техническом бюро по военным изобретениям специального назначения. С октября 1927 года слушатель электротехнического факультета Военно-технической академии РККА им. Ф. Э. Дзержинского. С июня 1931 года, после окончания академии
назначен помощником начальника 5-го сектора Управления связи РККА. С февраля 1933 года в спецкомандировке в Китае. С января 1933 года — инженер высшей квалификации научно-исследовательского института связи и электромеханики РККА. С июня 1933 года в распоряжении 4-го (Разведывательного) Управления РККА. С января 1935 года -инженер высшей квалификации научно-исследовательского института по технике связи Разведывательного Управления РККА.
С декабря 1937 года — военинженер 1-го ранга заместитель, врид начальника 13-го отдела (спецрадиосвязи) РУ, один из руководителей организации связи с советскими военными советниками в Испании и Китае, морскими транспортами, доставлявшими на Пиренейский полуостров военные грузы и добровольцев. С мая 1939 года — военинженер 1-го ранга Артемьев — начальник 8-го (радиосвязь) отдела РУ. Участник.

#### Великая Отечественная война
С началом войны в прежней должности. 29 июля 1941 года был назначен помощником начальника отдела по радио штаба Забайкальского военного округа, а 15 декабря этого же года — помощником начальника Управления связи Брянского фронта. 16 июня 1942 года получил назначение на должность преподавателя кафедры военной радиотехники ВЭТА, но уже 7 июля 1942 года был назначен заместителем начальника отдела связи Центрального штаба партизанского движения (ЦШПД), а 21 июля — начальником отдела. Как квалифицированный специалист, имевший бесценный боевой опыт в Китае и Испании, полковник Артемьев убедил командование, что радиообмен с партизанскими отрядами необходимо производить только в рамках единой системы связи, то есть специального радиоузла. С помощью НКС и ГУСКА в Москве в короткие сроки был оборудован радиоузел ЦШПД, который начал работу 1 августа 1942 года. Радисты были набраны из Наркомата морского и речного транспорта, НКВД, Гражданского воздушного флота, а также ГУСКА. Передающий центр был оборудован стационарными передатчиками PAT, РАФ и А-19. Филиал передающего центра в Подольске был оснащен передатчиками типа «Джек». Это позволило значительно увеличить количество корреспондентов центрального радиоузла. Связь с республиканскими и областными ШПД устанавливалась по мере развертывания их радиоузлов. Подготовка радистов осуществлялась в радиошколах, создаваемых при ШПД. Созданная в 1941 году Белорусская школа радистов после организации ЦШПД была преобразована в Центральную радиошколу, обслуживающую нужды всего партизанского движения. В январе 1942 года была создана специальная школа в Москве. Кроме того, в некоторых республиканских и областных ШПД создавались свои школы радистов. Оценивая роль радиосвязи, И. Н. Артемьев в своих мемуарах писал: «Радио позволяло проводить многие крупные операции объединенными партизанскими силами, наносить фашистам значительный урон в живой силе и боевой технике, взрывать их склады и базы, уничтожать вражеские аэродромы с находящимися на них самолетами, надолго выводить из строя важнейшие коммуникации. Без надежной связи было бы немыслимо оперативное снабжение партизан вооружением и боеприпасами, медикаментами, всем тем, что крайне необходимо для успешных боевых действий в оккупированных неприятелем районах».
6 марта 1944 года, в связи с расформированием ЦШПД, генерал-майор Артемьев был назначен заместителем начальника штаба Белорусского штаба партизанского движения. С 23 сентября 1944 года — работал заместителем директора научно-исследовательского института при ЦК ВКП (б).

#### Послевоенное время
После войны в прежней должности. С января 1948 года служит в Генштабе ВС на должностях: начальника отдела волновой связи и радиоконтроля, с июня 1953 года начальника группы отдела связи. С ноября 1957 года служит начальником 1-го отдела 2-го Управления начальника связи Сухопутных войск, а 20 декабря 1958 года — начальником 3-го направления начальника связи Генштаба. 29 декабря 1960 года генерал-майор Артемьев уволился в запас по болезни.
После выхода в отставку проживал в Москве. Умер 25 марта 1983 года, похоронен на Ваганьковском кладбище Москвы.

## Награды
СССР
- два ордена Ленина (07.03.1943[5], 21.02.1945[6][7])
- три ордена Красного Знамени (21.05.1940[8], 03.11.1944[9][7], 20.06.1949[9][7])
- орден Суворова II степени (15.08.1944)[10]
- орден Красной Звезды (28.10.1967)[11]
- медали в том числе:
  - «XX лет Рабоче-Крестьянской Красной Армии»
  - «Партизану Отечественной войны I степени»
  - «Партизану Отечественной войны II степени»
  - «За Победу над Германией в Великой Отечественной войне 1941—1945 гг.»
  - «За доблестный труд в Великой Отечественной войне 1941—1945 гг.» (1945)
  - «Ветеран Вооружённых Сил СССР» (1976)
- знак «50 лет пребывания в КПСС»

Других государств:
- медаль «Китайско-советской дружбы» (КНР)